# KoMu HT
Korsholm-Mustasaari Hockey Team (KoMu HT) ist ein 1983 gegründeter finnischer Eishockeyklub aus Korsholm. Die Mannschaft spielt in der II-divisioona und trägt ihre Heimspiele in der Vaasa Areena aus.

## Geschichte
Der Verein wurde 1983 gegründet. Die Herrenmannschaft nahm in der Saison 2000/01 erstmals am Spielbetrieb der drittklassigen Suomi-sarja teil, stieg jedoch direkt in die viertklassige II-divisioona ab. Erst in der Saison 2007/08 trat KoMu HT wieder in der Suomi-sarja an. Im Anschluss an die Saison 2008/09 wurde die Profiabteilung des KoMu HT in eine eigene Gesellschaft ausgelagert und spielt seither als Waasa Red Ducks in der Suomi-sarja. KoMu HT selbst nimmt mit einer Herrenmannschaft am Spielbetrieb der viertklassigen II-divisioona teil.